# Jean Desailly
Jean Desailly (* 24. August 1920 in Paris, Frankreich; † 11. Juni 2008 ebenda) war ein französischer Schauspieler.

## Leben
Sein Filmdebüt gab Desailly 1943. Bekannt wurde er 1958 an der Seite von Jean Gabin in Kommissar Maigret stellt eine Falle. Seine berühmteste Rolle war die des Pierre Lachenay in François Truffauts Die süße Haut. Desailly spielte in etwa 90 Filmen.
Von 1980 bis 2002 war er zusammen mit Simone Valere Leiter des Théâtre de la Madeleine in Paris. Er war Mitglied der Comédie-Française und in zweiter Ehe mit der Schauspielerin Simone Valère (1923 – 2010) verheiratet, nachdem seine Ehe mit der französischen Schauspielerin Nicole Desailly (1920 – 2019), mit der er zwei Kinder hatte, geschieden wurde.

## Ehrungen
- 1997 Prix Saint-Simon (zusammen mit Simone Valère)

## Filmografie (Auswahl)
- 1945: Sylvia und das Gespenst (Sylvie et le fantôme)
- 1946: Die Pastoralsymphonie (La symphonie pastorale)
- 1948: Die Guillotine ist weg (La veuve et l’innocent)
- 1949: Vor Tagesanbruch (La pointe du jour)
- 1951: Das Gelübde des Priesters (Jocelyn)
- 1954: Versailles – Könige und Frauen (Si Versailles m’était conté)
- 1955: Das große Manöver (Les grandes manœuvres)
- 1958: Kommissar Maigret stellt eine Falle (Maigret tend un piège)
- 1958: Die großen Familien (Les grandes familles)
- 1959: Ein Herr ohne Kleingeld (Le baron de l’écluse)
- 1959: Tatort Paris (125, rue Montmartre)
- 1960: Die Nacht hat dunkle Schatten (La mort de belle)
- 1960: Eines Abends am Strand (Un soir sur la plage)
- 1960: Inspektor Kent jagt flotte Puppen (Le saint mène la danse)
- 1961: Liebe, Freiheit und Verrat (Legge di guerra)
- 1962: Der Teufel mit der weißen Weste (Le doulos)
- 1963: Die süße Haut (La peau douce)
- 1966: Feuer auf der Haut (De dans van de reiger)
- 1967: Die 25. Stunde (La 25e Heure)
- 1968: Le Franciscain de Bourges
- 1972: Das Mädchen und der Mörder (L’assassinat de Trotsky)
- 1972: Der Chef (Un flic)
- 1973: Der Erbe (L’héritier)
- 1977: Claudine geht (Claudine s’en va)
- 1977: Claudine in der Schule (Claudine à l’école)
- 1977: Claudine in Paris (Claudine à Paris)
- 1977: Claudines Eheleben (Claudine en menage)
- 1979: Edouard, der Herzensbrecher (Le cavaleur)
- 1981: Der Profi (Le professionnel)
- 1984: Der Tiefflieger (Le fou du roi)
- 1994: Das Floß der Medusa (Le radeau de la Méduse)
- 2000: Haus der dunklen Wünsche (En face)